# 32ns Premis AVN
Els 32ns Premis AVN van ser un esdeveniment durant el qual Adult Video News (AVN) va presentar els seus Premis AVN anuals per homenatjar les millors pel·lícules pornogràfiques i productes d’entreteniment per a adults de 2014 als Estats Units. La cerimònia es va celebrar el 24 de gener de 2015 a The Joint al Hard Rock Hotel and Casino, Paradise (Nevada). Alexis Texas i Tommy Pistol en foren els presentadors.
24 XXX: An Axel Braun Parody va guanyar els premis a la millor paròdia, millor guió-paròdia i pel·lícula de l'any, i Axel Braun també va guanyar el de millor director-paròdia, mentre que Aftermath, que tenia més nominacions que qualsevol pel·lícula, va guanyar els de millor drama, el millor guió i Armstrong es va endur a casa el de millor director i llargmetratge. Els cobejats premis a la millor estrella nova i a la millor intèrpret femenina de l'any van ser per a Carter Cruise i Anikka Albrite, respectivament. El marit d'Albrite, Mick Blue, va guanyar el premi d'Intèrpret Masculí de l'Any. Aquesta és la primera vegada a la història del programa que una parella casada guanya simultàniament els dos premis de l'Intèrpret de l'Any.
La International Business Times va trobar "una sorpresa: el premi a la millor pel·lícula no llargmetratge va ser per a una directora, Mason, per Allie, tot i que ella no es va presentar a la cerimònia, també va guanyar la Directora de l'Any.
Un vídeo amb Tila Tequila va guanyar el premi a la millor cinta sexual de celebritats per vídeos amb Farrah Abraham i Mimi Faust.
La cerimònia de premis es va gravar per a la seva emissió nacional anual per televisió per cable als Estats Units a mitjans de 2015.

## Guanyadors i nominats
El 27 d'agost de 2014 es van donar a conèixer les categories de premis de les cerimònies de 2015. Es va anunciar un canvi a les categories en què s'acceptarien només títols de VOD segons determinats requisits d'elegibilitat.
El 20 de novembre de 2014, els nominats per als premis de 2015 es van anunciar en un esdeveniment a Hollywood que va representar la primera vegada que AVN Media Network havia anunciat els seus nominats en un esdeveniment públic. Segons el personal d'AVN "AVN va definir les categories dels Premis AVN 2015 amb l'objectiu de facilitar que els estudis, directors i intèrprets trobin les maneres correctes de nominar el seu treball. Es van eliminar algunes redundàncies i, en alguns casos, es van fusionar categories massa similars per crear una llista ajustada de 108 categories."

### Premis principals

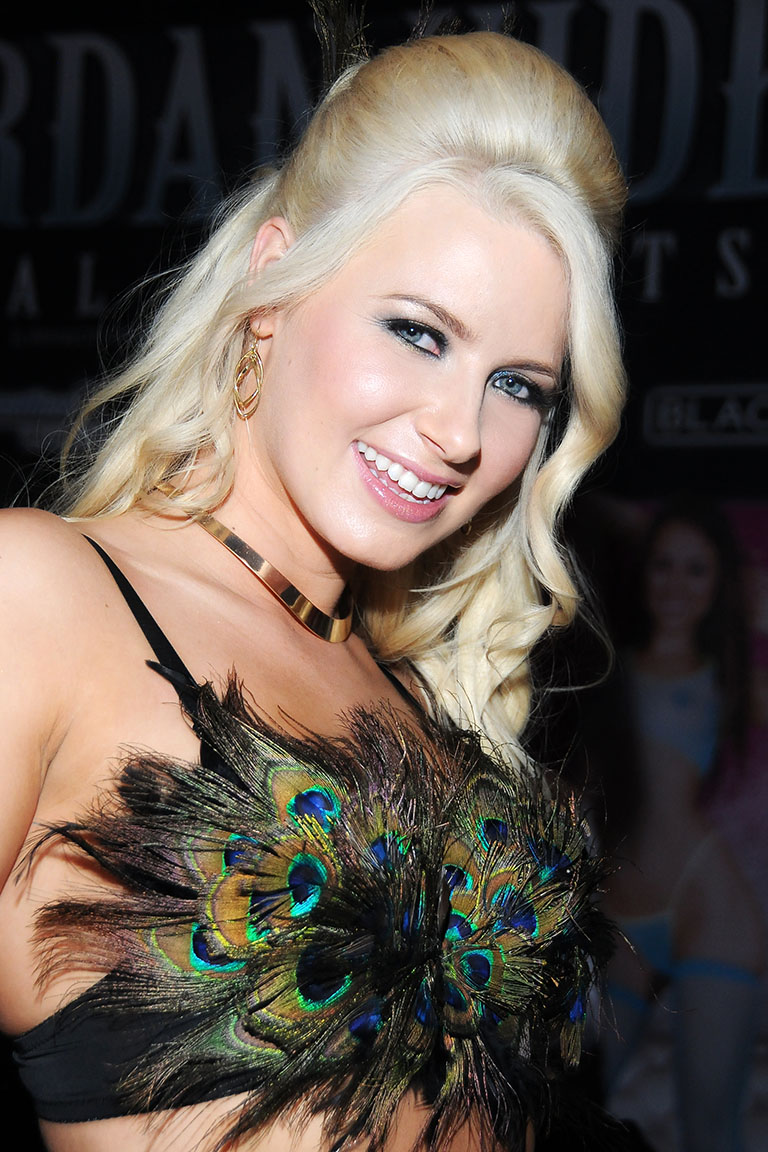
Anikka Albrite, artista femenina de l’any

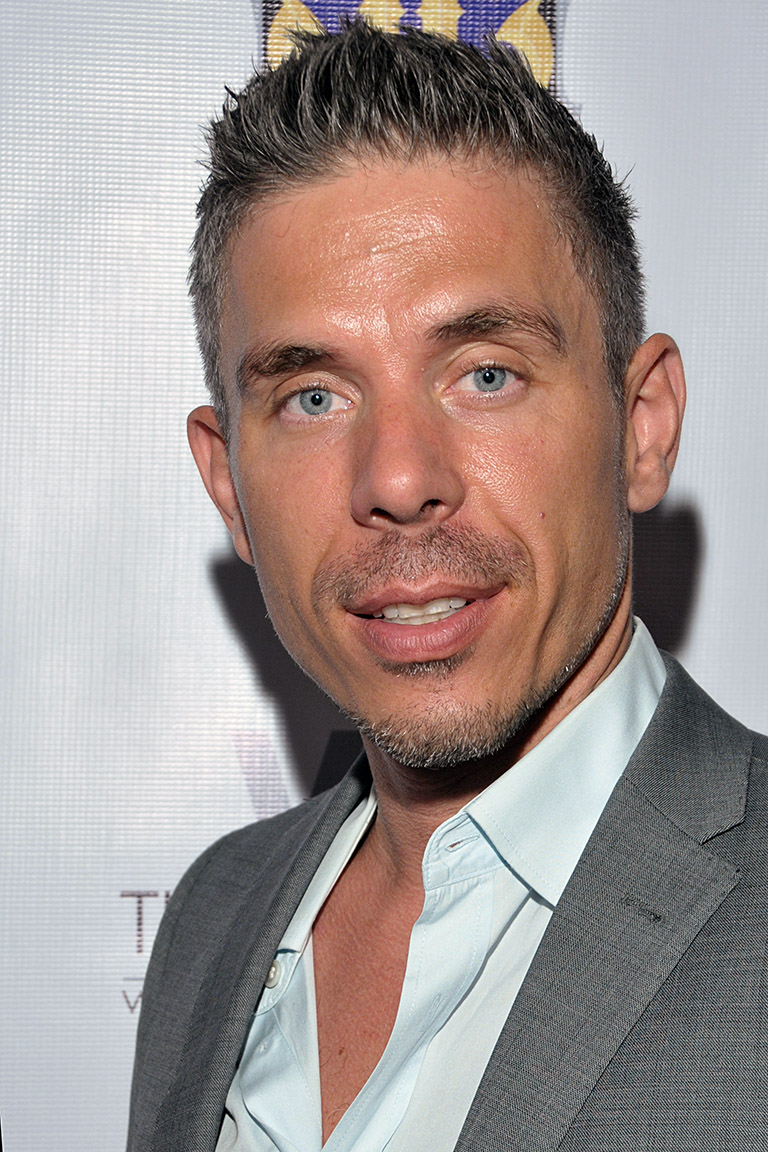
Mick Blue, artista masculí de l’any

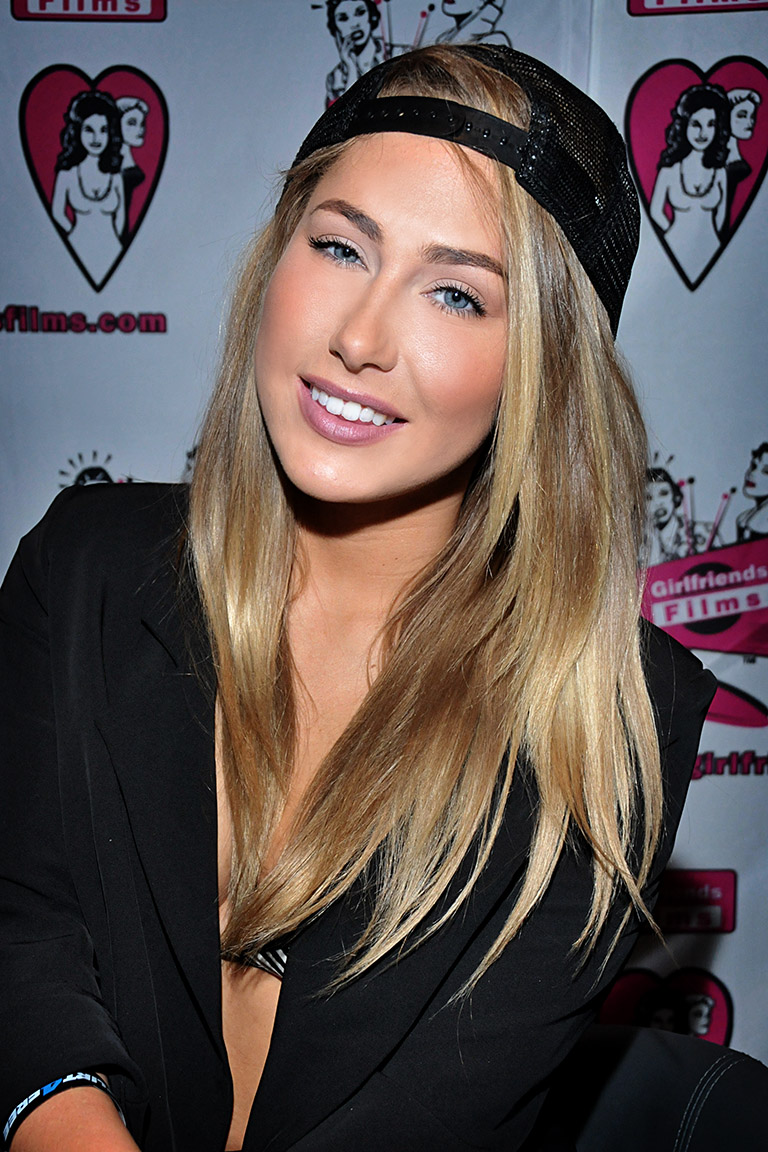
Carter Cruise, millor nova estrella i millor actriu

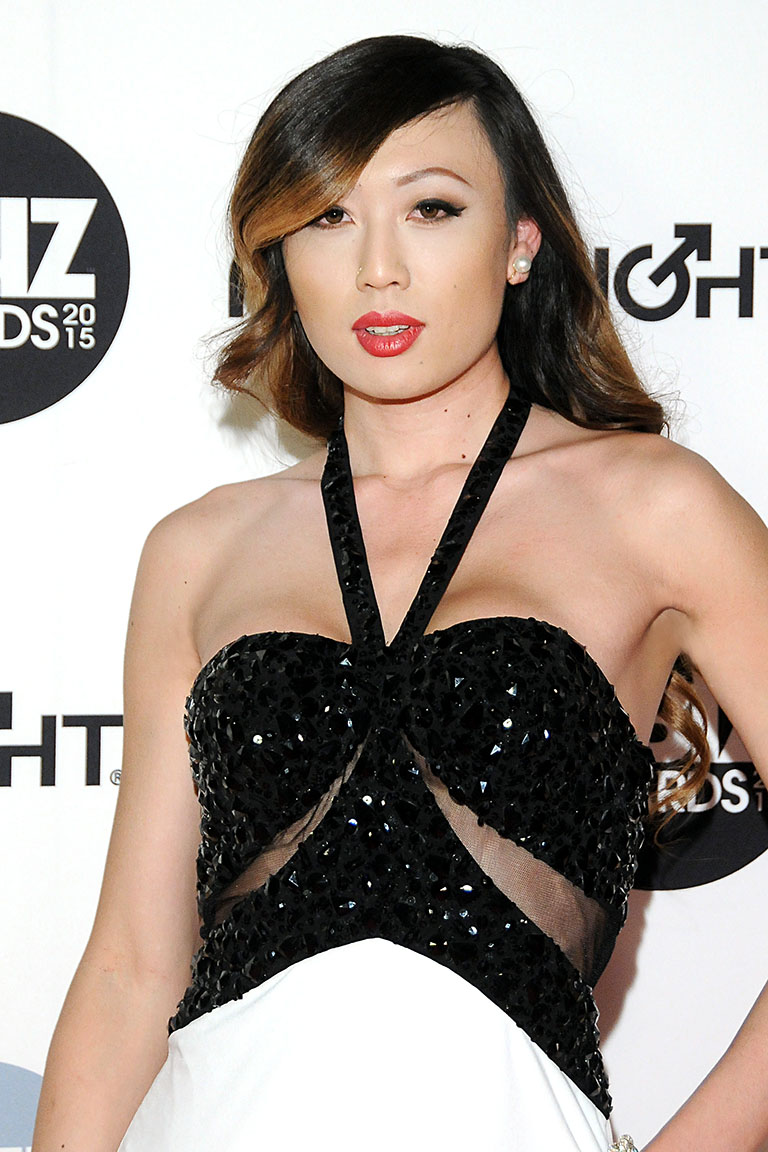
Venus Lux, millor artista transsexual de l’any

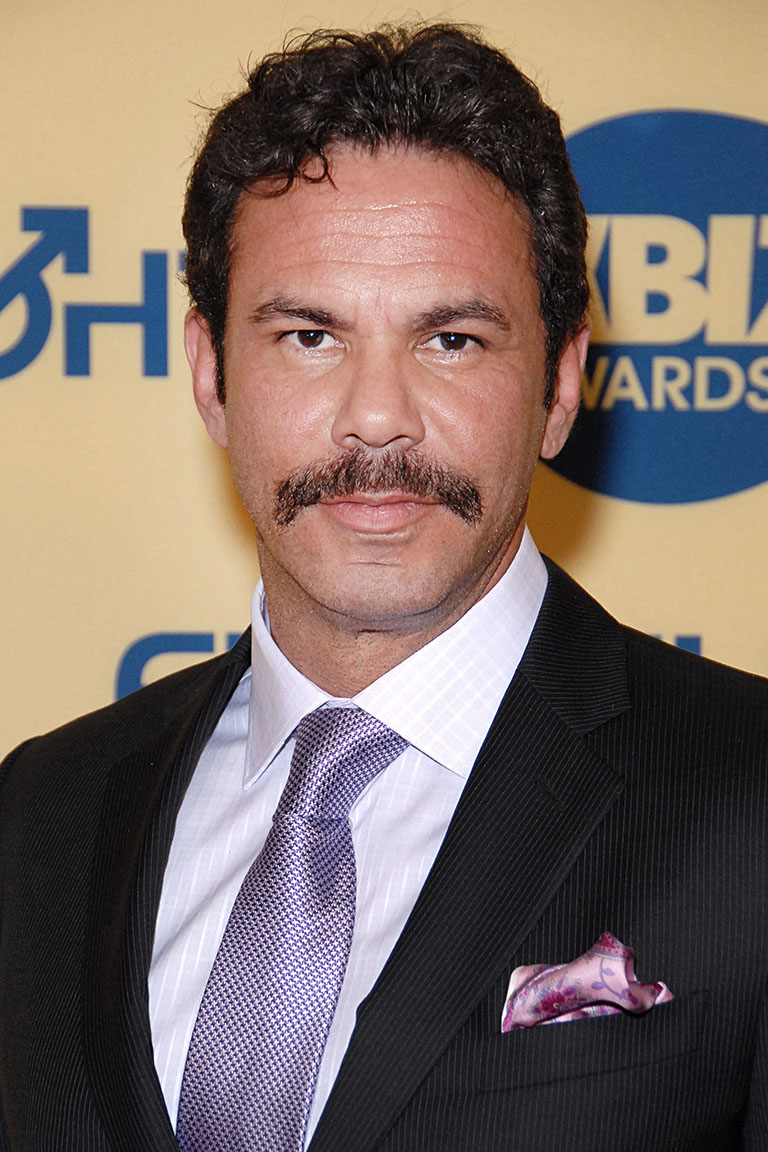
Steven St. Croix, premi al millor actor

Els guanyadors de les categories (llistats en ordre invers de presentació) anunciats durant la cerimònia de lliurament de premis el 24 de gener de 2015 es destaquen amb negreta.
| Pel·lícula de l'any | Artista transsexual de l'any |
| --- | --- |
| - 24 XXX: An Axel Braun Parody (Millor paròdia) (En lloc dels nominats per a aquesta categoria, els concursants s'escullen entre els guanyadors de les categories "Millor estrena", com ara Millor estrena de vinyetes, Millor estrena de paròdia i diverses altres. La votació es realitza per separat just abans de la cerimònia de lliurament de premis.) | - Venus Lux - Jonelle Brooks - Chanel Couture - James Darling - Jessy Dubai - Foxxy - Khloe Hart - Kelly Klaymour - Eva Lin - Kelli Lox - Chelsea Poe - Tyra Scott - Tiffany Starr - Vaniity - Wendy Williams |
| Millor drama | Millor paròdia |
| - Aftermath - Apocalypse X - Champagne Showers - Forbidden Affairs: My Wife’s Sister - The Gardener - Holly...Would - Hollywood Babylon - The Hunted: City of Angels - Lollipop - Mother-Daughter Affair - Silhouette - These Things We Do - Voracious: Season 2 - Wetwork - White Witch | - 24 XXX: An Axel Braun Parody - 9 1/2 Weeks: An Erotic XXX Parody - American Hustle XXX Porn Parody - Austin Powers XXX: A Porn Parody - Barbarella: A Kinky Parody - Cape Fear XXX - Cinderella XXX: An Axel Braun Parody - The Doctor Whore Porn Parody - E.T. XXX: A DreamZone Parody - Game of Bones: Winter Is Cumming - Not Jersey Boys XXX: A Porn Musical - Snow White XXX: An Axel Braun Parody - Spider-Man XXX 2: An Axel Braun Parody - This Ain't Boardwalk Empire XXX - The Whore of Wall Street |
| Millor escena sexual en producció estrangera | Director de l’any |
| - Samantha Bentley, Henessy & Rocco Siffredi - Rocco's Perfect Slaves 2 - Cherry Kiss, Tarra White & Renato - Anissa Kate the Widow - Gina Gerson, Mike Angelo & Renato - Ballerina by Day Escort by Night - Tanya Tate, Roxy Mendez & Lexi Lowe - Brit School Brats 2 - Jasmine Jae & Ian Scott - City of Vices - Cathy Heaven, Emma Leigh & Demitri XXX - Down on Abby: Tales From Bottomley Manor - Abbie Cat, Anna Polina, Markus Tynai & Vince Carter - Footballers' Housewives - Julia Roca & Nacho Vidal - Fucking the World Game - Anissa Kate, Mugur & Totti - Hardcore Fever - Henessy, Mira, Coco Del Mal, Tony DeSergio & Marco Banderas - Juvenile Rampage - Alexis Crystal, Mike Angelo & Thomas Stone - Prison, - Ariel Rebel & Lola Reve - Russian Institute 19: Holiday at My Parents - Dido Angel & Tommy Deer - Sex Art: Pure Pleasure - Tracy Lindsay & Iako Bell - Sexpresso - Marica Hase & Michael Chapman - XXX Fucktory: The Auditions | - Mason - James Avalon - Brad Armstrong - Axel Braun - Stormy Daniels - James Deen - William H. - Jakodema - Jules Jordan - Ryan & Kelly Madison - Eddie Powell - Joey Silvera - B. Skow - Jacky St. James - Dana Vespoli |
| Premi a l'artista femenina de l'any | Premi a l'artista masculí de l'any |
| - Anikka Albrite - A.J. Applegate - Adriana Chechik - Dani Daniels - Skin Diamond - Veruca James - Zoey Monroe - Maddy O'Reilly - Chanel Preston - Romi Rain - Riley Reid - Bonnie Rotten - Dahlia Sky - Jada Stevens - Jodi Taylor | - Mick Blue - Mike Adriano - Xander Corvus - James Deen - Erik Everhard - Manuel Ferrara - Keiran Lee - Mr. Pete - Ramon Nomar - Tommy Pistol - Toni Ribas - Johnny Sins - Lexington Steele - Chris Strokes - Prince Yahshua |
| Millor actriu | Millor escena sexual anal |
| - Carter Cruise, Second Chances - Asa Akira, Holly...Would - Anikka Albrite, Untamed Heart - Alex Chance, This Ain’t Girls XXX - Brooklyn Chase, Odd Jobs - Jessica Drake, Aftermath - Ash Hollywood, No Way Out - Kimberly Kane, The Pornographer - Maddy O'Reilly, The Sexual Liberation of Anna Lee - Penny Pax, Wetwork - Romi Rain, The Laws of Love - Bonnie Rotten, Cape Fear XXX - Samantha Saint, Cinderella XXX: An Axel Braun Parody - Stevie Shae, Apocalypse X - Jodi West, Call Me Mother | - Adriana Chechik & Manuel Ferrara - Internal Damnation 8 - Allie Haze & Lexington Steele - Allie - Jodi Taylor & James Deen - Anal Cuties - Gabriella Paltrova & Manuel Ferrara - Anal Fanatic 6 - Aidra Fox & Mick Blue - Anal POV Style - Madison Ivy & Mick Blue - Brazzers 10th Anniversary - Bonnie Rotten & Steve Holmes - Climax - Kayden Kross & Manuel Ferrara - Evil Anal 22 - Asa Akira & James Deen - Holly…Would - Chanel Preston & Lexington Steele - The Lexecutioner 2 - Dakota Skye & James Deen - Meet Dakota - Skin Diamond & Rocco Siffredi - Rocco’s Coming in America - Maddy O'Reilly & Lexington Steele - Rump Raiders 5 - Siri & Mick Blue - Stacked 2 - Jada Stevens & Prince Yahshua - Up That White Ass 4 |
| Millor actor | Millor nova estrella |
| - Steven St. Croix, Wetwork - Barrett Blade, Snow White: An Axel Braun Parody - James Deen, Untamed Heart - Seth Gamble, Cinderella XXX: An Axel Braun Parody - Billy Glide, Silhouette - Tommy Gunn, American Hustle XXX Porn Parody - Kurt Lockwood, 24 XXX: An Axel Braun Parody - Brendon Miller, Thor XXX: An Axel Braun Parody - Tyler Nixon, Aftermath - Logan Pierce, Shades of Kink 2 - Tommy Pistol, Austin Powers XXX: A Porn Parody - Alan Stafford, These Things We Do - Jeremy Steele, The Manson Family XXX - Kyle Stone, Owner Gets Clipped - Michael Vegas, Switch | - Carter Cruise - August Ames - Carmen Caliente - Misha Cross - Aidra Fox - Keisha Grey - Janice Griffith - Chanell Heart - Jillian Janson - Katerina Kay - Belle Knox - Ariana Marie - Scarlet Red - Samantha Rone - Dakota Skye |
| Premi dels Fans Niteflirt – Millors Pits | Millor presentació d’estrella |
| - Jayden Jaymes - Other actresses in the voting were: Abigail Mac, Adrianna Luna, Alex Chance, Alexis Adams, Alexis Ford, Alison Tyler, Amy Anderssen, Angela White, Anissa Kate, April O'Neil, Ashlee Graham, August Ames, Ava Dalush, Bianca Breeze, Bonnie Rotten, Brandy Aniston, Bridgette B., Britney Amber, Brooklyn Chase, Cameron Dee, Capri Cavanni, Christie Stevens, Christy Mack, Courtney Taylor, Emily Addison, Gaia, Holly Michaels, Jelena Jensen, Jessie Lee, Juelz Ventura, Karlie Montana, Kelly Madison, Kendall Karson, Kleio Valentien, Kortney Kane, Layla Rose, Missy Martinez, Natalia Starr, Nicole Aniston, Penny Pax, Raven Rockette, Rikki Six, Samantha Saint, Sarah Jessie, Siri, Sophie Dee, Sovereign Syre, Vanessa Veracruz, Yurizan Beltran | - V for Vicki - Vicki Chase - Allie - Angela - Anikka 2 - Asa Gets Wicked - B for Bonnie - Deen vs. DeArmond - Keisha - Maddy - Meet Carter - Meet Dakota - Misha Cross: Wide Open - Reign Over Me - Riley Goes Gonzo - Romi Rain Darkside |
| Millor escena sexual noi/noia | Millor escena sexual oral |
| - Aidra Fox & Ryan Madison - Jean Fucking - Jessica Drake & Tyler Nixon [scene 8] - Aftermath - Daisy Summers & Mike Adriano - BangBros 18 #3 - Brandy Aniston & Barry Scott - Brandy Aniston Is Fucked - Dana DeArmond & Michael Vegas - Haunted Hearts - Aaliyah Love & Ryan Driller - Modern Romance - Nikki Benz & Lexington Steele - Nikki Benz Jungle Fever - Carmen Caliente & Chad White - Not Jersey Boys XXX: A Porn Musical - Riley Steele & Erik Everhard - Riley Goes Gonzo - Maddy O’Reilly & Xander Corvus - The Sexual Liberation of Anna Lee - A.J. Applegate & Bruce Venture - Silhouette - Lola Foxx & Manuel Ferrara - Super Cute - Riley Reid & Ramon Nomar - Sweet Petite - Anikka Albrite & James Deen - Voracious: Season 2 Volume 1 - Dakota Skye & Clover - Young & Glamorous 6 | - Vicki Chase - Let Me Suck You 6 - Aidra Fox - Amateur Introductions 14 - Sarah Shevon - Blowjob Face 2 - Carter Cruise & Penny Pax - Cinderella XXX: An Axel Braun Parody - Riley Reid - Cum Crossfire - Veronica Avluv - Facialized - Jessie Andrews - The Gardener - Jessica Drake - Hot for Teacher - Keisha Grey - Keisha - Misha Cross - Misha Cross Wide Open - Riley Steele - Riley Goes Gonzo - Romi Rain [disc 1 scene 7] - SeXXXploitation of Romi Rain - Larkin Love - She Swallows Sperm - Jodi Taylor & Leya Falcon - Sloppy Cocksuckers - Cameron Canada - Wet Food 5 |
| Millor actriu secundària | Millor escena sexual noia/noia |
| - Veronica Avluv, Cinderella XXX: An Axel Braun Parody - Julia Ann, Thor XXX: An Axel Braun Parody - Carmen Caliente, Not Jersey Boys XXX A Porn Musical - Stormy Daniels, Sleeping Beauty XXX: An Axel Braun Parody - Skin Diamond, The Doctor Whore Porn Parody - Alana Evans, E.T. XXX: A DreamZone Parody - Nina Hartley, Owner Gets Clipped - Kylie Ireland, The Pornographer - Aaliyah Love, American Hustle XXX Porn Parody - Belle Noire, The Long Hard Ride - Chanel Preston, Cape Fear XXX - Jessa Rhodes, Second Chances - Claire Robbins, 24 XXX: An Axel Braun Parody - Siri, Sweetness and Light - Aiden Starr, Pornocopia | - Gabriella Paltrova & Remy LaCroix - Gabi Gets Girls - Penny Pax & Alektra Blue - 24 XXX: An Axel Braun Parody - Bonnie Rotten & Jesse Jane - 4Ever - Stevie Shae & Verónica Rodríguez - Apocalypse X - Jodi West & Callie Calypso - Call Me Mother - Casey Calvert & Jada Stevens - Dirty Panties 2 - Lexi Belle & Raven Rockette - Lexi Belle Loves Girls - Kaylani Lei & Abigail Mac - The Masterpiece - Dana DeArmond & Adriana Chechik - A Mother Daughter Thing - Aidra Fox & Cassie Laine - Secret Life of a Lesbian - Aaliyah Love & Ryan Ryans - There's Only One Ryan Ryans - Jiz Lee & Sovereign Syre - Tombois 2 - Stoya & Lea Lexis - Voracious: Season 2 Volume 1, John Stagliano/Evil Angel; - Dani Daniels & Capri Cavanni - The Whore of Wall Street - Veruca James & Prinzzess Felicity Jade - Women Seeking Women 100 |

### Guanyadors addicionals
La següent és la llista de les categories de premis restants, que es van presentar a part de la cerimònia de lliurament dels premis.
CATEGORIES DE CONTINGUT
- Intèrpret femení de l'any: Sinn Sage
- Intèrpret BBW de l'any: April Flores
- Millor escena de sexe grupal de noies: Anikka Albrite, Dani Daniels i Karlie Montana, Anikka 2
- Millor estrena només noies: Alexis & Asa, i Women Seeking Women 100 (tie)
- Millor sèrie només noies: Girls Kissing Girls
- Millor estrena amateur: Dare Dorm 20
- Millor sèrie amateur/Pro-Am Series: Brand New Faces
- Millor estrena anal: Ass Worship 15
- Millor sèrie anal: Wet Asses
- Millor direcció artística: Apocalypse X
- Millor estrena BDSM: Brandy Aniston Is Fucked
- Millor estrena de Big Bust: Bra Busters 5
- Millor estrena de Big Butt: Wet Asses 4
- Millor cinta sexual de celebritats: Tila Tequila 2: Backdoored & Squirting[7]
- Millor fotografia: Billy Visual & Jakodema
- Millor comèdia: Bikini Babes Are SharkBait
- Millor sèrie contínua: Oil Overload
- Millor director - Llargmetratge: Brad Armstrong, Aftermath
- Millor director – Llargmetratge estranger: Herve Bodilis, Anissa Kate the Widow
- Millor director – no pel·lícula estrangera: Gazzman, Young Harlots: Slutty Delinquents
- Millor director - No pel·lícula: Mason, Allie
- Millor director – Paròdia: Axel Braun, 24 XXX: An Axel Braun Parody
- Millor escena sexual doble penetració: Anikka Albrite, Mick Blue & Erik Everhard, Anikka 2
- Millor edició: Joey Pulgadas, Apocalypse X
- Millor estrena ètnica: Latinas on Fire
- Millor sèrie ètnica/interracial: Lex Turns Evil
- Millor funció estrangera: Anissa Kate the Widow
- Millor no pel·lícula estrangera: Anissa and Lola at Nurses' School
- Millor estrena de sexe en grup: A.J. Applegate, John Strong, Erik Everhard, Mr. Pete, Mick Blue, Ramón Nomar, James Deen & Jon Jon, Gangbang Me
- Millor estrena interracial: Dani Daniels Deeper
- Millor Makeup: Cammy Ellis, Anal Candy Disco Chicks
- Millor nouvingut masculí: Rob Piper
- Millor campanya de màrqueting – Imatge de l'empresa: Forbidden Fruits Films
- Millor campanya de màrqueting - Projecte individual: Not Jersey Boys XXX: A Porn Musical, X-Play/Pulse
- Millor estrena MILF: Dirty Rotten Mother Fuckers 7
- Millor no pel·lícula: Flesh Hunter 12
- Millor actuació no sexual: Christian Mann, Voracious: Temporada 2
- Millor segell nou: Airose Entertainment
- Millor sèrie nova: Tabu Tales
- Millor estrena de dona gran/noia jove: Cougars, Kittens & Cock 3
- Millor versió oral: Wet Food 5
- Millor estrena orgia/Gangbang: Gangbang Me
- Millor estrena POV: Lex’s Point of View
- Millor escena sexual POV: Phoenix Marie & Lexington Steele, Lex’s Point of View
- Millor estrena Pro-Am: Amateur POV Auditions 6
- Millor estrena romàntica: Second Chances
- Millor guió: Brad Armstrong, Aftermath
- Millor guió – Paròdia: Axel Braun & Eli Cross, 24 XXX: An Axel Braun Parody
- Millor actuació solo/tease: Anikka Albrite, Dani Daniels & Karlie Montana, Anikka 2

Contingtt (ctd.)
- Millor banda sonora: Not Jersey Boys XXX: A Porn Musical
- Millors efectes especials: Austin Powers XXX: A Porn Parody
- Millor estrena especialitat - Altres gèneres: Bonnie Rotten Is Squirtwoman
- Millor sèrie especialitat - Altres gèneres: Fetish Fanatic
- Millor actor secundari: Xander Corvus, Holly... Would
- Millor pel·lícula de relacions tabú: Keep It in the Family
- Millor estrena transsexual: TS Girlfriend Experience 3
- Millor sèrie transsexual: America's Next Top Tranny
- Millor escena de sexe transsexual: Venus Lux i Dana Vespoli: TS, I Love You
- Millor escena sexual a tres bandes: noi/noi/noia: Allie Haze, Ramón Nomar i Mick Blue, Allie
- Millor escena sexual a tres bandes: noia/noia/noi: Dani Daniels, Anikka Albrite i Rob Piper, Dani Daniels Deeper
- Millor estrena vinyetes: Erotico
- Millor estrena noia jove: Super Cute
- Títol intel·ligent de l’any: 12 Inches a Slave
- Intèrpret estranger femení de l'any: Anissa Kate
- Estrella principal de l'any: James Deen
- Intèrpret estranger masculí de l'any: Rocco Siffredi
- Intèrpret MILF de l'any: India Summer
- Escena de sexe més escandalosa: Adriana Chechik, Erik Everhard, James Deen i Mick Blue a "Two's Company, Three's a Crowd", de "Gangbang Me".

Contingut (ctd.) - Premis de vot dels fans
- Nouvingut més bonic: August Ames
- Estrella porno femenina preferida: Riley Steele
- Estrella porno masculina preferida: James Deen
- Estudi preferit: Brazzers
- Noia Web Cam favorita: Abella Anderson
- Cul més calent: Alexis Texas
- MILF més calenta: Julia Ann
- Intèrpret més pervertit: Bonnie Rotten
- Estrella de les xarxes socials: Dani Daniels

WEB I TECNOLOGIA
- Millor programa d'afiliats: Gamma Entertainment
- Millor lloc web alternatiu: Clips4Sale.com
- Millor lloc web de cites: AshleyMadison.com
- Millor lloc web de glamour: SexArt.com
- Millor lloc web de xat en viu: ImLive.com
- Millor lloc web de membres: Brazzers.com
- Millor lloc web d'estrelles porno: JoannaAngel.com
- Millor lloc web per a noies soles: AaliyahLove.com
- Millor director web: Lee Roy Myers

PRODUCTES DE PLACER
- Millor fabricant de preservatius: LifeStyles Condoms
- Millor fabricant de millores: Evolved Novelties
- Millor fabricant de fetichistes: CB-X
- Millor fabricant de roba interior o roba: Coquette
- Millor fabricant de lubricants: Wet Internacional
- Millor fabricant de productes de plaer - Petit: njoy
- Millor fabricant de productes de plaer - Mitjà: Impulse Novelties
- Millor fabricant de productes de plaer - Gran: California Exotic Novelties
- Millor línia de productes per a homes: Fleshlight Girls
- Millor línia de productes per a dones The Girls

VENTA AL MENOR I DISTRIBUCIÓ
- Millor botiga: The Stockroom/Syren (Los Angeles)
- Millor cadena minorista - Petita: The Pleasure Chest
- Millor cadena minorista - Gran: Castle Megastore
- Millor botiga web minorista: AdamAndEve.com

### Premis AVN honoraris

#### Saló de la Fama
El 24 de desembre de 2014, es va anunciar la classe AVN Hall of Fame 2015 amb 27 incorporats afegits. Els premiats van ser homenatjats en un còctel de la indústria a l'AVN Adult Entertainment Expo tres dies abans de l'entrega de premis.
Els nous membres del Saló de la Fama de l'AVN per a l'any 2015, "una barreja de grans èxits que han donat alguna cosa als diferents sectors de la nostra indústria", són les següents:
- Branca fundadors: Al Goldstein, Marc Dorcel[15]
- Branca Vídeo: Eli Cross, Alana Evans, Billy Glide, Porno Dan Leal, Kaylani Lei, Joanna Jet, Kelly Madison, Andre Madness, Craven Moorehead, Wesley Pipes, RayVeness, Will Ryder, Karen Summer, Talon, Tim Von Swine[15]
- Branca Executius: Marci Hirsch, Bonnie Kail, Howard Levine, Dan O’Connell[15]
- Branca productes de plaer: Joe Bolstad, Pavle Sedic, Ari Suss[15]
- Branca Internet: Steve Lightspeed, Lensman, Botto Brothers[15]

### Pel·lícules amb múltiples nominacions
Les següents 15 pel·lícules van rebre 10 o més nominacions:
| Nominacions | Pel·lícules                          |
| ----------- | ------------------------------------ |
| 22          | Aftermath                            |
| 20          | Orgy Initiation of Lola              |
| 16          | Apocalypse X                         |
| 16          | Holly… Would                         |
| 14          | Gangbang Me                          |
| 13          | Cinderella XXX: An Axel Braun Parody |
| 13          | Not Jersey Boys XXX: A Porn Musical  |
| 12          | Voracious: Season Two, Volume One    |
| 12          | Barbarella: A Kinky Parody           |
| 12          | Private Lives                        |
| 11          | Allie                                |
| 10          | 24 XXX: An Axel Braun Parody         |
| 10          | American Hustle XXX: A Parody        |
| 10          | Orgy Masters 4                       |

### Individus amb múltiples nominacions
Els següents 17 actors i directors van rebre vuit o més nominacions:
| Nominacions | Film             |
| ----------- | ---------------- |
| 20          | Ramón Nomar      |
| 19          | James Deen       |
| 12          | Mick Blue        |
| 12          | Manuel Ferrara   |
| 11          | Annika Albrite   |
| 11          | Erik Everhard    |
| 10          | Maddy O'Reilly   |
| 9           | Axel Braun       |
| 9           | Dani Daniels     |
| 9           | Skin Diamond     |
| 9           | Bonnie Rotten    |
| 8           | Asa Akira        |
| 8           | Mr. Pete         |
| 8           | Tommy Pistol     |
| 8           | Romi Rain        |
| 8           | Toni Ribas       |
| 8           | Lexington Steele |

## Informació de la cerimònia
Per ser elegible per a la nominació al premi 2015, s'havia de llançar una pel·lícula o un producte d'acord amb les directrius següents:
- Per ser considerat, un títol ha d'haver estat estrenat entre el 8 d'octubre de 2013 i el 30 de setembre de 2014, ja sigui mitjançant VOD (vídeo a la carta) o DVD
- Els títols publicats en DVD han d'ajustar-se als requisits de distribució tradicional d'AVN d'estar proveïts de cinc distribuïdors majoristes i/o 100 minoristes
- Els títols publicats en VOD s'han d'haver posat a disposició durant el període d'elegibilitat per a la descàrrega i/o la transmissió de VOD a través d'almenys dos (2) proveïdors principals de VOD de pagament, definits com aquells que porten pel·lícules d'almenys 100 segells/estudis actius.
- El títol ha de tenir les dates de publicació clarament marcades dins del període d'elegibilitat a totes les plataformes VOD que el porten.

El 12 de maig de 2014, es va anunciar que Alexis Texas i Tommy Pistol havien de ser els co-amfitrions de les cerimònies. Aquesta va ser la primera vegada en vint anys que un intèrpret masculí era l'amfitrió dels premis. Anteriorment, el membre del Saló de la Fama dels Premis AVN Steven St. Croix va ser amfitrió el 1995, precedit per Randy West, Tom Byron i Rick Savage. El 25 de novembre de 2014, la còmica i l'actriu Danielle Stewart es va afegir a l'equip com a copresentadora de còmics de l'espectacle.

### Canvis a les categories de premis
Per al 2015, AVN va decidir "ampliar els seus requisits d'elegibilitat de llarga data... per incloure’n els distribuïts únicament mitjançant vídeo sota demanda."
AVN també va anunciar: "Es van eliminar algunes redundàncies i les categories que eren massa similars es van fusionar en alguns casos per crear una llista ajustada de 108 categories".
A més, es va anunciar una nova "categoria sorpresa", Millor pel·lícula de relacions tabú.

### Controvèrsies
El personal d'Internet Adult Film Database creu que ha trobat un parell d'errors a la llista de nominacions emesa per AVN: "A la categoria de Millor escena sexual en POV, els editors van confondre els seus números de volum: l'escena entre Summer Brielle i Kevin. Moore va aparèixer a Tease Me POV, no Tease Me POV 2. I els intèrprets es van creuar amb la millor escena de sexe en una categoria de producció de filmació estrangera. L'escena de Russian Institute: Lesson 19: Holidays. at My Parents no és entre Ariel Rebel i Lola Reve, és entre Ariel Rebel i Cayenne Klein."

### Recepció i ressenyes
Alguns mitjans van quedar impressionats per l'espectacle. L'International Business Times va dir: "La nit també va estar plena de repartiments sorprenentment entretinguts entre presentadors, divertits esquemes pre-filmats i una sensació general d'ironia sobre l'esdeveniment". També va assenyalar: "Una manera significativa en què els premis AVN es diferencien dels Oscars és en la brevetat dels discursos d'acceptació. La majoria dels guanyadors van agrair els agents i altres intèrprets en menys de 30 segons abans de sortir de l'escenari. Una parella va fer un gest de cap a les seves mares".
CraveOnline Canada va dir, "Els premis AVN són un bon moment per exigir aquesta crida a les armes com qualsevol altre. La pornografia és un gènere artístic popular i estès, ho pensis o no, i mereix una consideració més reflexiva que si funciona o no com a producte, o si ens apodera o destrueix els nostres valors."

## In Memoriam
Quan el programa començava, AVN va utilitzar un segment de vídeo per retre un homenatge a personalitats de la indústria adulta que havien mort des de la cerimònia de premis de 2014:
- L’actriu de l'Edat d'Or del Porno i membre del saló de la fama Gloria Leonard
- El director general d'Evil Angel Christian Mann
- Franck Vardon, fundador de Hot Vidéo.
- Tony Lovett, un antic editor en cap de tres publicacions diferents d'AVN Media Network
- Mike Vraney, fundador de Something Weird Video.
- El fotògraf Bunny Yeager
- i Toby Dammit, Cameron Fox, Billy Glide, Heather Joy, Christine Kessler, Armando Malatesta, Jake Malone, Phil Marshak, Shoosh, Paul Snell, Southern Somer i Jim Steel[4]